# Tripsacum latifolium
Tripsacum latifolium är en gräsart som beskrevs av Albert Spear Hitchcock. Tripsacum latifolium ingår i släktet Tripsacum och familjen gräs. Inga underarter finns listade i Catalogue of Life.